# Sarenza
Sarenza ist ein französisches E-Commerce-Unternehmen mit Sitz in Paris, das sich auf den Schuh- und Accessoire-Internethandel spezialisiert hat. Es wurde 2005 von Francis Lelong, Yoan Le Berrigaud und Frank Zayan gegründet.

## Geschichte
Im September 2005 wird die französische Website ‘sarenza.com' gestartet. Dank Finanzierungen in Höhe von insgesamt 6 Millionen Euro entwickelt sich das Unternehmen weiter und beschließt die Ausweitung des Geschäfts auf den internationalen Raum. Im März 2007 verlassen die drei Gründer das Unternehmen. Stéphane Treppoz wird Vorstandsvorsitzender und Hélène Boulet-Supau Geschäftsführerin. Die neue Spitze finanziert das Unternehmen mit 3 Millionen Euro und sichert die Konkurrenzfähigkeit auf dem Markt dank des neuen automatisierten Lagers in der Nähe von Paris sowie mit Hilfe der Internalisierung der Abteilungen Kundenservice und Informatik. Eineinhalb Jahre nach dem Führungswechsel wird das Unternehmen rentabel. Eine weitere Finanzspritze von 3 Millionen Euro im April 2009 ermöglicht die Entwicklung auf dem internationalen Markt. Zwei Drittel des Betrages werden von Stéphane Treppoz und Hélène Boulet-Supau selbst getragen. Im Dezember 2011 werden Stéphane Treppoz als Vorstandsvorsitzender und Hélène Boulet-Supau als Geschäftsführerin Hauptanteilseigner von Sarenza. Die Führungsmitglieder des Unternehmens besitzen nun über 80 % des Kapitals. Ende 2012 belieferte Sarenza 25 europäische Länder. 2018 wurde Sarenza durch Monoprix übernommen, welches zur Unternehmensgruppe Groupe Casino gehört.

## Unternehmen
Sarenza gehört zum Unternehmen Monoprix aus Frankreich, welches wiederum zur Groupe-Casiono gehört. Im Jahr 2017 erwirtschaftete das Unternehmen einen Umsatz von 250 Millionen Euro Umsatz in 30 Ländern in Europa.  Der Sarenza-Unternehmenssitz mit den verschiedenen Abteilungen befindet sich seit August 2019 in Clichy. Das Unternehmen zog in ein Gebäude, das Monoprix gehört. Alle Bestellungen werden seit 2010 vom Logistikpartner ADS im Zentrallager in Beauvais (nördlich von Paris) bearbeitet und von dort in die jeweiligen Länder versendet.

## Ereignisse

### Staffellauf in Pumps
Sarenza hat das Konzept des Staffellaufs in Pumps 2008 entwickelt. Im ersten Jahr des Wettstreits traten 32 Teams à drei Läuferinnen in Pumps mit mindestens 6 cm-Absätzen gegeneinander an; die beste Gruppe gewann einen Schuhgutschein in Höhe von 3.000 Euro. Seit 2008 haben die Staffelläufe in Pumps fast jährlich stattgefunden.